# Комиссаржевский, Фёдор Фёдорович
Фёдор Фёдорович Комиссарже́вский (23 мая [4 июня] 1882, Венеция — 17 апреля 1954, Дариен) — русский театральный режиссёр, педагог, теоретик театра, художник и переводчик. Сын певца Фёдора Петровича Комиссаржевского, брат Веры Комиссаржевской. Основатель театра имени В. Ф. Комиссаржевской. После эмиграции стал одним из ведущих театральных режиссёров Англии, с 1939 года жил и работал в США.

## Биография
Его отец, певец Фёдор Петрович Комиссаржевский, в своё время тайно обвенчался в Царском Селе с дочерью офицера Преображенского полка Марией Николаевной Шульгиной, в браке с которой родились три дочери: Вера, Надежда и Ольга. Во время гастрольного турне Фёдор Петрович познакомился с польской княжной Курцевич, на которой вскоре женился; в этом браке в Венеции и родился в 1882 году сын Фёдор.
Получил архитектурное образование. Вошёл в число пайщиков Драматического театра В. Ф. Комиссаржевской, который открылся 28 (15) сентября 1904 года в здании петербургского «Пассажа» спектаклем «Уриэль Акоста» Гуцкова. Это был демократичный интеллигентный театр, основу репертуара которого составляли произведения Г. Ибсена, А. П. Чехова и А. Н. Островского С 1904 по 1909 год Фёдор Фёдорович возглавлял постановочную часть театра, для которого перевёл пьесы Августа Стриндберга, Кнута Гамсуна и Карло Гольдони. Поставил на сцене пьесы «Бесовское действо» А. М. Ремизова (1907), «Чёрные маски» Л. Н. Андреева (1908, совместно с А. П. Зоновым), «Праматерь» Ф. Грильпарцера (1909, оформление А. Н. Бенуа) и «Хозяйка гостиницы» К. Гольдони (1909). Режиссёрские работы были близки к классическим традициям символизма.
В 1909 году вместе с Николаем Евреиновым организовал театральное кабаре под названием «Весёлый театр для пожилых детей».
В 1910 году переехал в Москву. Через некоторое время (при участии Казимира Бравича и Петра Ярцева) открыл свою театральную школу. В студии поставил спектакли «Фауст» Гёте и «Идиот» Достоевского. Большое внимание уделял проблемам актёрского перевоплощения, придерживался традиционному построению спектакля и системы Станиславского.
Был режиссёром Театра К. Н. Незлобина, в труппе которого иногда играла его сестра, поставил спектакли «Мещанин во дворянстве» Мольера (1911), «Не было ни гроша, да вдруг алтын» А. Н. Островского (1910), «Принцесса Турандот» К. Гоцци (1912) и «Идиот» по Достоевскому (1913).
На сцене Малого театра поставил спектакль «Лекарь поневоле» Мольера (1913).
Мастерская Комиссаржевского готовила универсальных актёров, в совершенстве владевших профессиональными навыками, сценическим движением и вокалом, — воспитанниками его московских студий стали Борис Зон, Игорь Ильинский, Мария Бабанова, Василий Зайчиков, Михаил Жаров и другие актёры, составивише славу отечественного театра.
В 1914 году на основе школы-студии и при участии ряда бывших сотрудников «Свободного театра» Ф. Ф. Комиссаржевским и В. Г. Сахновским в Москве был организован Театр имени В. Ф. Комиссаржевской, в репертуар которого вошли «Гимн Рождеству» (по Ч. Диккенсу), «Каждый человек» (моралите XV в.), «Скверный анекдот» по Достоевскому (1915). В 1918 году Комиссаржевский ушёл из театра и в 1919-м он закрылся (но в 1924—1925 годах, возобновлённый Сахновским, театр снова работал).
После революции был оперным режиссёром, работал в Большом театре и оперном театре Зимина. Ставил оперы «Евгений Онегин» и «Князь Игорь». В 1918 году вместе с В. М. Бебутовым организовал Театр-студию ХПСРО, в котором ставились как драматические, так и оперные спектакли. Здесь Комиссаржевский поставил, в частности, «Похищение из сераля» В. А. Моцарта и «Сказки Гофмана» Ж. Оффенбаха; большой удачей режиссёра стала постановка «Бури» У. Шекспира (совместно с Бебутовым).
У Ф. Ф. Комиссаржевского было много жён, но официальных, по некоторым сведениям, всего три. Первой женой была молодая актриса Елена Комиссаржевская (ур. Акопян, 1895—1981), впоследствии жена основателя «Летучей мыши» Н. Ф. Балиева и артистка труппы «Le Théâtre de la Chauve-Souris».
Летом 1919 года выехал в командировку на театральный фестиваль в Шотландии и не смог вернуться обратно в РСФСР из-за блокады Советской России западными странами .
Уже в июне 1919 года представил в Великобритании оперный сезон, с тенором Владимиром Розингом и дирижёром Адрианом Боултом.
В Лондоне преподавал в Королевской академии драматического искусства. Среди его студентов были многие известные актёры: Джон Гилгуд, Чарльз Лоутон, Доналд Волфит, Кристофер Пламмер, и будущая жена, оскароносная английская актриса Пегги Эшкрофт.
С 1925 по 1936 год поставил на сценах театров Великобритании пьесы Антона Павловича Чехова: «Иванов» (1925), «Дядя Ваня» (1926), «Три сестры» (1926) и «Чайка» (1936).
В 1936 году поставил «Короля Лира» Шекспира в Шекспировском мемориальном театре в Стратфорд-на-Эйвоне (1936). Часто свои спектакли оформлял сам, изучал историю костюма.
С 1923 по 1924 в Париже на сцене Театра Елисейских полей поставил комедии: «Дорога на Дувр» А. Милна (на английском языке), «Клуб уток-мандаринок» А. Дювернуа и П. Фортуни, «Дуэнья» Р. Шеридана. Был приглашён режиссёром Английского театра .
В 1925 году открыл в столице Франции частный маленький театр «L’Arc-en-Ciel» («Радуга»). В 1931 году сделал свою инсценировку и создал эскизы костюмов для «Пиковой дамы» А. С. Пушкина, — спектакль был поставлен на сцене Театра Мадлен французским составом труппы Н. Балиева «Le Théâtre de la Chauve-Souris» («Летучая мышь»).
После начала Второй мировой войны Комиссаржевский переехал в Нью-Йорк. В США работал в оперных и драматических театрах, поставил «Преступление и наказание» Ф. М. Достоевского (1947) и оперу «Воццек» А. Берга (1952).

## Семья
Фёдор Комиссаржевский первым браком был женат на русской актрисе Е. А. Балиевой (1895—1981), вторым на английской актрисе Пегги Эшкрофт и третьим браком сочетался с Эрнестин Стоделл (Ernestine Stodelle, 1912—2008) известной танцовщице балета модерн. Через два года после смерти Фёдора, в 1956 году, Эрнестин Стоделл вышла замуж за известного литературного критика Джона Чэмберлена (John R. Chamberlain), вдовца, у которого были дочери Элизабет (Elizabeth Huss) и Маргарет (Margaret Davis), которая брала уроки в студии Стоделл и познакомила их.
- Владимир Комиссаржевский — сын Елены Акопян и Фёдора Комиссаржевского
- Таня Метакса (Tanya K. Metaksa), 1936 г.р. — дочь Эрнестин Стоделл и Фёдора Комиссаржевского
- Кристофер Комиссаржевский — сын Эрнестин Стоделл и Фёдора Комиссаржевского.
- Бенедикт Комиссаржевский, 1947 г.р. — сын Эрнестин Стоделл и Фёдора Комиссаржевского
- Джон Чэмберлен-мл. (John Chamberlain Jr.) — сын Эрнестин Стоделл и Джона Чэмберлена
- Элизабет Чэмберлен — Хасс (Elizabeth Chamberlain — Huss)
- Маргарет Чэмберлен — Дэвис (Margaret Chamberlain — Davis)

### Известные родственники
Через 57 лет после смерти Комиссаржевского, 13 октября 2011 года, тридцатилетний приёмный сын Бенедикта (сына режиссёра), Джошуа, решением суда присяжных штата Коннектикут был признан виновным в зверских убийствах. 9 декабря 2011 года суд присяжных рекомендовал приговорить Джошуа к смертной казни.

## Творчество

### Постановки в Театре Комиссаржевской
- 1914 — «Дмитрий Донской» В. А. Озерова (совместно с В. Г. Сахновским)
- 1914 — «Гимн Рождеству» по Ч. Диккенсу
- 1915 — «Скверный анекдот» по Достоевскому
- 1915 — «Каждый человек» (моралите XV века)
- 1915 — «Ночные пляски» Ф. К. Сологуба (с А. П. Зоновым)
- 1915 — «Выбор невесты» Э. Т. А. Гофмана (с Сахновским)
- 1915 — «Проклятый принц» А. М. Ремизова (с Зоновым)
- 1916 — «Майская ночь» по Н. В. Гоголю (с А. П. Зоновым)
- 1916 — «Электра» Г. Гофмансталя
- 1917 — «Лизистрата» Аристофана
- 1917 — «Пан» Ван Лерберга (с Сахновским)

### Сочинения
- 1910 — Федор Комиссаржевский. «История костюма» = уникальные материалы по истории костюма с древнейших времен до конца 19-го века. — СПб., 1910.
- 1916 — Ф. Ф.Комиссаржевский. «Театральные прелюдии». — М.: «типо-литография Коркина», 1916.
- 1916 — Ф. Ф.Комиссаржевский. «Творчество актера и теория Станиславского». — 1916.
- 1929 — Theodore Komisarjevsky. «Myself and the theatre» = Мемуары. Дневники. Письма. — Лондон, 1929.
- 1931 — Theodore Komisarjevsky. «Costume of the theatre». — Лондон, 1931.
- 1935 — Theodore Komisarjevsky. «The theatre and a changing civilisation». — Лондон, 1935.
- 1999 — Ф. Ф.Комиссаржевский. «Я и Театр» = Мемуары. Дневники. Письма (Переписка Ф.Ф. Комиссаржевского) / Перевод И.Л. Алпатовой. — М.: Искусство, 1999. — 278 с. — ISBN 5-210-01355-3.
- 2000 — Поль Фор. Поль Мари Верлен. Морис Метерлинк. Шарль Ван Лерберг. Антонен Арто. «Французский символизм. Драматургия и театр» = «Le symbolisme francais: La dramaturgie et le theatre» / Составитель: Вадим Максимов. Перевод: Федор Комиссаржевский.. — М.: Ars Pura. Французская коллекция, 2000. — 480 с. — 4000 экз. — ISBN 5-93762-002-X.
- 2000 — Ф. Ф.Комиссаржевский. «Письмо Ф. Ф. Комиссаржевского правлению художественно-просветительного союза рабочих организаций (сезон 1918/1919 г.)» = «Оперная режиссура: история и современность» (Сборник статей и публикаций). — М.: РИИИ, 2000. — С. 118—120. — 480 с. — (Антология). — 250 экз. — ISBN 5-86845-035-3.
- 2005 — Ф. Ф.Комиссаржевский. «История костюма». — М.: Астрель, АСТ, 2005. — 336 с. — 10 000 экз. — ISBN 5-17-018578-2.
- 2009 — Горестный эпистолярий. Письма Ф. Ф. Комиссаржевского В. Г. Сахновскому, О. Д. Каменевой, А. В. Луначарскому и др. 1915—1919. Публ., вст. ст. и коммент. В. В. Иванова // Мнемозина. Документы и факты из истории отечественного театра XX века. Вып. 4 / Ред.-сост. В. В. Иванов. М.: Индрик, 2009. С. 324—351. ISBN 978-5-91674-027-1
- Канва судьбы. Ф. Ф. Комиссаржевский. Автобиография. Приложение: Письма Ф. Ф. Комиссаржевского К. С. Станиславскому (1910—1915) / Публ., вступ. статья и коммент. М. В. Хализевой // Мнемозина. Документы и факты из истории отечественного театра XX века / Ред.-сост. В. В. Иванов. М.: Индрик, 2014. Вып. 5. С. 792—820.
- Хроника несостоявшегося возвращения. Ф. Ф. Комиссаржевский — Е. К. Малиновская: письма 1917—1934. Приложение: Письмо Н. Я. Береснева Ф. Ф. Комиссаржевскому (1924) / Публ., вступит. статья и коммент. В. В. Иванова // Мнемозина. Документы и факты из истории отечественного театра XX века / Ред.-сост. В. В. Иванов. М.: Индрик, 2019. С. 369—418.
- «Великий герцог без трона, без родины и без денег». Письма Ф. Ф. Комиссаржевского к М. А. Бенуа 1930-х годов / Публ., вступит. статья и коммент. М. В. Хализевой // Мнемозина. Документы и факты из истории отечественного театра XX века / Ред.-сост. В. В. Иванов. М.: Индрик, 2019. С. 419—458.
- Публиковал статьи по вопросам театра в журналах «Студия» и «Маски».
- Автор статей в Британской энциклопедии.

## Адреса

### В Москве
Некоторое время жил в доме № 8 по Настасьинскому переулку. Здесь же, в особняке конца XIX века (№ 5, стр. 1) находился возникший из студии театр имени В. Ф. Комиссаржевской, которым он руководил.